# توماس أندرسون
توماس أندرسون (بالإنجليزية: Thomas Anderson)‏ (مواليد 2 يوليو 1819 – وفيات 2 نوفمبر 1874) هو عالم كيمياء اسكتلندي.
أدت أعمال أندرسون سنة 1853 على أشباه القلويات إلى اكتشاف البنية الصحيحية لمركب الكودين. كما ينسب إليه اكتشاف مركب البيريدين سنة 1868 أثناء دارسته محتويات السائل المستحصل من تقطير زيت العظام والمواد العضوية الحيوانية.
ولد توماس أندرسون في مدينة لييث Leith الاسكتلندية؛ ودرس الكيمياء واحتك مع الكيميائيين في عصره، وعين أستاذاً جامعياً في جامعة غلاسكو.